# داده دودویی
داده باینری، دودویی یا دو حالتی داده‌ای است که واحد آن تنها دو حالت ممکن می‌گیرد، به‌طور معمول با ۰ و ۱ با توجه به سیستم اعداد دودویی و جبر بولی برچسب‌گذاری می‌شوند.

## مبانی ریاضی و ترکیبی

نمودار هاس: نمایش جبر بولی به صورت گراف جهت دار

## در علوم کامپیوتر

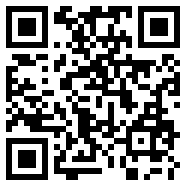
تصویر باینری از کد QR، که ۱ بیت در هر پیکسل را نشان می‌دهد، برخلاف تصویر رنگی واقعی ۲۴ بیتی.